# Джафар, Саид Мохамед
Саид Мохамед Джафар (араб. محمد بن جعفر المسيلي‎; 14 апреля 1918, Муцамуду — 22 октября 1993) — коморский государственный и политический деятель. С августа 1975 по январь 1976 года занимал должность президента Коморских Островов, а также главного министра правительства Коморских Островов с июля по декабрь 1972 года.

## Биография
3 августа 1975 года коалиция шести политических партий, известная как «Объединённый национальный фронт», свергла правительство Ахмеда Абдаллы с помощью иностранных наёмников во главе с Бобом Денаром.
Саид Мохамед Джафар выступал за примирительный подход к Франции и вопросу принадлежности Майотты. В ноябре 1975 года по случаю принятия Коморских Островов в ООН Саид Мохамед Джафар выступил с речью. В январе 1976 года он передал власть радикальному левому лидеру Али Суалиху.
В 1973 году Саид Мохамед Джафар эмигрировал во Францию где был избран в Сенат страны.
Являлся дядей Саида Аттумани, который возглавлял временное правительство Коморских Островов после того, как Али Суалих был свергнут в результате переворота в мае 1978 года.